# Ross
Ross je priimek več oseb:
- Art Ross, kanadski hokejist
- John Gordon Stuart Ross, britanski general
- Robert Knox Ross, britanski general
- Tyson Ross, ameriški igralec bejzbola
- Diana Ross, ameriška pevka in igralka